# 므엉라이
므엉라이 시사(베트남어: Thị xã Mường Lay / 市社芒萊)는 베트남 디엔비엔성의 티싸(시사)이다.

## 행정 구역
므엉라이 시사에는 2개 방(坊)과 1개 사(社)가 있다.

### 방
- 나라이방 (Na Lay / 那萊坊)
- 송다방 (Sông Đà / 瀧沱坊)

### 사
- 라이느아사 (Lay Nưa / 萊𦰡社)